# John van Vliet
John van Vliet (17 agosto 1949) è un ex cestista olandese.

## Carriera
Con i Paesi Bassi ha disputato i Campionati europei del 1975.